# خوزه ماریا سالمرن
خوزه ماریا سالمرن (انگلیسی: José María Salmerón؛ زادهٔ ۲۳ اکتبر ۱۹۶۶) بازیکن فوتبال اهل اسپانیا است.
از باشگاه‌هایی که در آن بازی کرده‌است می‌توان به باشگاه ورزشی تنریف، باشگاه فوتبال لوانته، و باشگاه فوتبال رئال مادرید اشاره کرد.